# El Llano (San Tirso de Abres)
El Llano (oficialmente, en eonaviego, O Chao) es una villa de la parroquia de San Salvador, concejo de San Tirso de Abres, en la comarca del Eo-Navia, Principado de Asturias, España.
Es la capital concejil, y se encuentra localizada en la llanura aluvial formada por el río Eo. Es el núcleo más poblado de todo el concejo y en el predomina la economía rural, aunque esto va cambiando poco a poco gracias al despegue del turismo rural. También influye en este apogeo la mejora de las comunicaciones por carretera, sobre todo de la N-640 en dirección a Lugo. Cuenta con una población de 135 habitantes (INE 2014).